# Йога-Васиштха
Йога-Васиштха (санскр. योग वासिष्ठ) — санскритський релігійно-філософський твір. Є збіркою бесід між ріші в палаці принца Рами. На питання Рами відповідає мудрець Васіштха, зачіпаючи різні теми, пов'язані з самоусвідомленням, з поясненням циклів створення, підтримки і руйнування Всесвіту. Це найбільший за обсягом санскритський текст після «Махабхарати» і «Рамаяни» і один з найважливіших текстів з йоги і адвайта-веданти. Завдяки манері викладу матеріалу, «Йога-Васиштха» часто характеризується як найбільш підходящий текст для вивчення тими, хто бажає зрозуміти основи індуїстської філософії. «Йога-Васиштха» складається з близько 30 000 шлок і з коротких, повчальних історій. Вчені датують текст періодом з VI по XIV століття а.  «Йога-Васиштха» також відома під іншими назвами: «Маха-Рамаяна», « арша-Рамаяна», «Васиштха-Рамаяна»  і«Васиштха-Гіта». 